# Júlio Pasa
Júlio Pasa é um ex-prefeito de Foz do Iguaçu. Gaúcho de Júlio de Castilho, descendente de italianos, nasceu em 8 de Fevereiro de 1896, filho de Carlos Pasa e Rosa Pasa, faleceu aos 61 anos em 1956.
Chegou a Foz do Iguaçu como pedreiro, em 1918 , a cidade era apenas uma colônia militar nesta época, e então trabalhou na divisa, na Argentina e no Paraguai.

## Vida Política
Já em 1930 foi nomeado como prefeito por Getúlio Vargas, pós-revolução. E assim atuou pela primeira vez no cargo por um ano e alguns meses, até a reorganização política.
Posteriormente foi eleito prefeito do Município de Foz do Iguaçu novamente, pela UDN, desta vez em 16 de Novembro de 1947, através das primeiras eleições diretas do município.
Implementou energia elétrica na cidade, por uma turbina, e hoje é conhecida por ser a maior provedora de eletricidade do Brasil, através da Itaipu binacional.
Conhecia profundamente os problemas do Estado do Paraná, em especial do meio-oeste. E justo por isso foi incansável batalhador pela criação do Parque Nacional do Iguaçu, e também da Estrada Estratégica do Paraná, hoje o trecho que liga Ponta Grossa a Foz do Iguaçu, como BR-277.
Foi ativista na integração de competências do ensino público com o governo estadual e os municípios, algo complexo de se realizar na época.

Foi também presidente da Câmara Municipal e da União Democrática Nacional (UDN) em Foz do Iguaçu.
Era casado com Isabel Bonini Pasa, com quem teve 11 filhos e adotou outros 6.

### Cenário político
Enfrentou o momento em que foi liquidado o então Território Federal do Iguaçu, sendo este integrado ao Estado do Paraná, mas enfrentando um movimento separatista pela criação de um Estado Independente, aos moldes do então movimento separatista do Triângulo Mineiro. A articulação política de Júlio Pasa, Affonso Camargo (prefeito de Curitiba), junto do então governador Bento Munhoz da Rocha, possibilitou um fim pacífico ao tema. Trazendo para a região investimentos e o reconhecimento da importância da região. Foi então, em 1952, houve a criação dos municípios de Toledo e Cascavel.

### Agricultura
Atuou como produtor de alimentos para os cavalos da Colônia Militar, e posteriormente, como político e pela Associação Rural, trabalhou muito pelo desenvolvimento da lavoura local.

### Esporte e Cultura

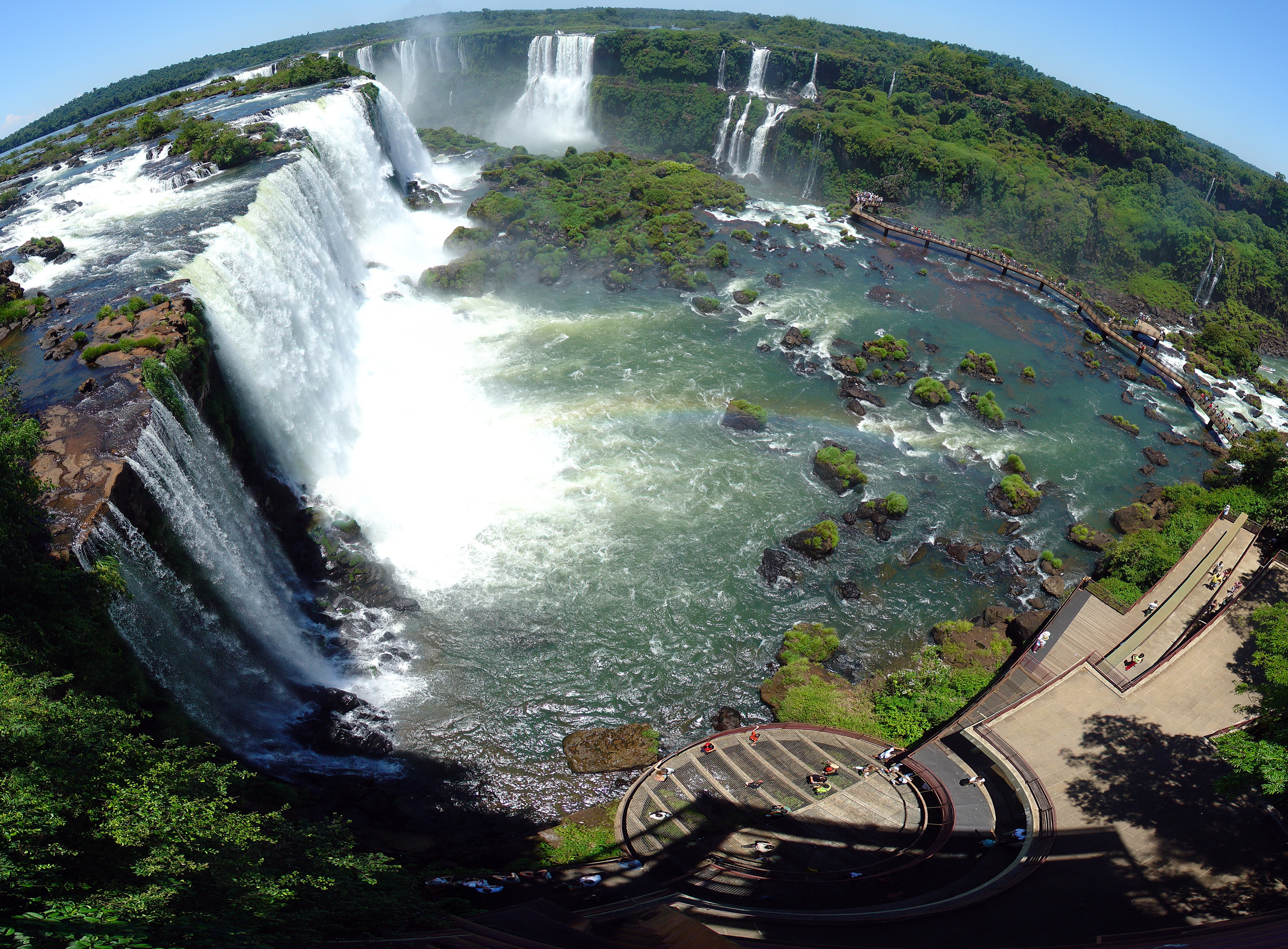
Cataratas e complexo turístico brasileiro

Criou linhas de incentivo ao clube ABC Futebol Clube

Foi presidente do Clube Recreativo Democrático, da Associação Rural em Foz. Cedeu o terreno para a criação do Tuiuti Esporte Clube, em Cascavel que até então, apesar de ser uma ampla vila, era de poucas residências, e ainda pertencia ao município de Foz do Iguaçu.

Existe uma corrente que atribui o crescimento da cidade à existência deste clube.

Viu na existência das Cataratas do Iguaçu a importância turística, e uma vez que havia a discussão da pavimentação da estrada que chegaria ao município, iniciou projetos de incentivo ao já existente Parque do Iguaçu.
Sob seu mandato houve o incentivo à construção do Hotel das Cataratas, obra importante e simbólica, atualmente privatizada sob concessão.
Hoje, Foz do Iguaçu é um dos mais requisitados destinos para realização de eventos como congressos e afins.

## Personalidade
Júlio Pasa foi uma figura popular, mesmo antes da carreira política.
Seu senso de humor, a maneira irônica com que encarava a vida, seus semelhantes, os fatos corriqueiros do dia-a-dia, faziam-no dono de um auditório sempre disposto a ouvi-lo e a gozar com suas tiradas filosóficas e muitas vezes sarcásticas.

### Defensor Leigo
Como estudioso profundo e autodidata, atuou advogando como leigo, sem assinar pelo ofício mas defendeu diversas causas. O fato que não existia Bacharel na cidade. E mesmo que fossem poucos os casos, qualquer que precisasse lançava mão de defensores leigos como ele.

### Fatos e memórias
O jornal Gazeta do Iguaçu publicou um extenso artigo, com reportagem sobre sua vida e entrevista com sua filha Letícia.
Nesta ela conta muito sobre sua personalidade, e diz que certa vez foi com um maquinista a Curitiba em busca de uma patrola, seria a primeira de Foz. Chegando lá, viagem que demorava 2 dias, esta havia sido destacada para outra finalidade, e então ele desafiou o garagista, mandando seu maquinista operar a patrola, despachou a mala por ônibus, e foi sobre a patrola, junto do operador, até Foz. Fato curioso, após o ocorrido, ao tentar se desculpar com o então governador, este o interrompeu dizendo: -Não Júlio, eu só queria mais alguns prefeitos assim.
Outra época ficou mais de um ano sem retirar seu próprio salário na prefeitura, pois não o faria se esta nem pudesse pagar pelas próprias contas e pelos salários dos funcionários.
Ao instalar a energia pela cidade, fez questão de deixar seu próprio domicílio como um dos últimos do bairro, para que não lhe coubesse críticas.
Letícia diz que os tempos eram outros, e que naquela época, cidade pequena, todos se conheciam e corrupção nem era um assunto cogitado entre os cidadãos.
Tratou da própria morte com planejamento, chamou o amigo Alexandre Kusievski e pediu para que o levasse, de carroça, ao cemitério. Alexandre disse "Que é isso?" -"Não, Alexandre, você prometa a mim que vai me levar, porque não quero dar trabalho quando eu morrer". Homem de espírito forte e sereno, até o derradeiro instante, conservando a mais perfeita lucidez, recomendou aos seus familiares preservarem seus bens e que mantivessem bem alto a reputação de seu nome nesta cidade. Designou a carroça que transportaria seu caixão, e ao sentir faltar-lhe as forças por conta de uma cardiopatia, fez sua filha redigir, sob seu ditado, um comunicado divulgando seu falecimento, que então foi irradiado pelo serviço de alto-falantes da cidade. Tal foi em vida, considerado um nobre e valoroso.

### Família
Filhos Naturais: Alberto Pasa, Joconda Pasa, Dante Pasa, Adelina Pasa, Guiomar Pasa, Gentilina Pasa, Rosa Pasa, Letícia Pasa, Natalia Pasa, Beatriz Pasa e Nelida Pasa.
Filhos adotivos: Ramona Rosa, Roberto Ribeiro.

### Homenagens póstumas
Dada a importância de seu tempo a frente da prefeitura municipal de Foz do Iguaçu, Associações, defesas pessoais de causas públicas, homenagens foram feitas, nomeando alguns locais.

#### Travessa Júlio Pasa, Foz do Iguaçu
Em 1959, alguns anos após sua morte, foi atribuído o nome de Júlio Pasa à atual travessa

que se localiza no centro de Foz.

#### Escola Municipal Júlio Pasa, Foz do Iguaçu
Em seguida, em 1960, a Escola Pública Municipal Prefeito Júlio Pasa

, na parte sul da cidade, pelo  Decreto Lei 262/60 de 30/05/1960

#### Rua Júlio Pasa, Curitiba
Além do velório e enterro terem sido, em época um evento com grande participação popular e de personalidades locais, também foi homenageado pela nomenclatura da Rua Júlio Pasa em Curitiba, onde sua filha Joconda Pasa morou por muitos anos.